# Arguineguín
Arguineguín est un quartier de la commune de Mogán dans l'île de Grande Canarie dans les îles Canaries en Espagne.

## Personnalités
Personnalités célèbres nées à Arguineguín :
- David Silva, un joueur espagnol de football (Real Sociedad)
- Juan Carlos Valerón, un joueur espagnol de football (à la retraite)
- Aythami Artiles, un joueur espagnol de football (U.D Las Palmas)

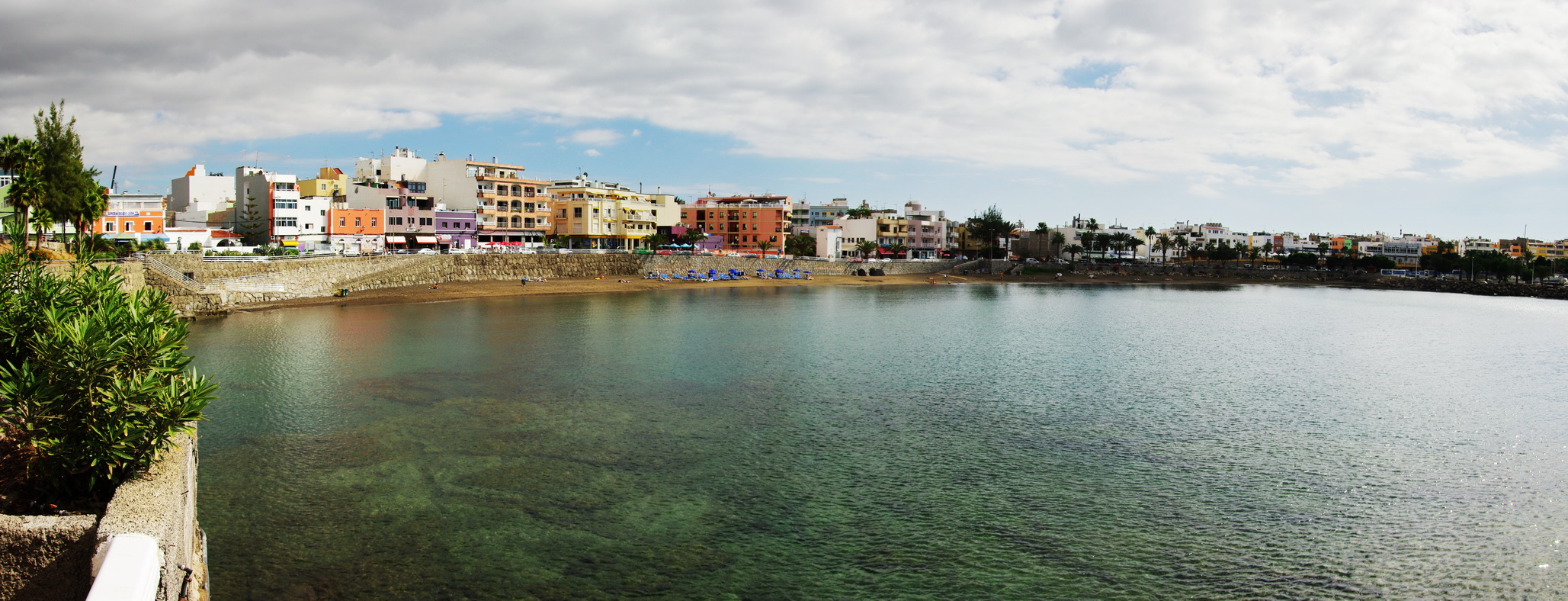
Vue d'Arguineguín.